# Le Mesnil-Eudes
Le Mesnil-Eudes è un comune francese di 311 abitanti situato nel dipartimento del Calvados nella regione della Normandia.

## Società

### Evoluzione demografica
Abitanti censiti